# 虎门大桥
虎门大桥是一座位于中国广东省珠江三角洲中部、连接东莞市虎门镇和广州市南沙区的大型悬索桥，位于珠江出海口的虎门水道和蒲州水道之上，是珠江三角洲高速公路网的重要组成部分，也是连接京珠高速公路和广深高速公路的重要交通枢纽。虎门大桥及其连接线工程全长15.6公里，其中主桥全长4.6公里，桥面为双向六车道设计，于1997年6月9日建成通车。
虎门大桥由广东省政府及香港合和实业合资近30亿人民币修建，桥名由时任中共中央总书记、国家主席江泽民题写，主桥由中国交通部公路规划设计院标准规范室组织设计，广东省公路工程总公司施工，是首座跨越珠江口东西两岸的大型桥梁，也是当时全国最大的悬索吊桥。2002年，虎门大桥工程被授予中国土木工程的最高荣誉“詹天佑奖”。随着经济发展，虎门大桥的通行车流量逐年增加，被视作“虎门二桥”的南沙大橋于2013年投入建設，2019年4月2日正式通車。

## 历史

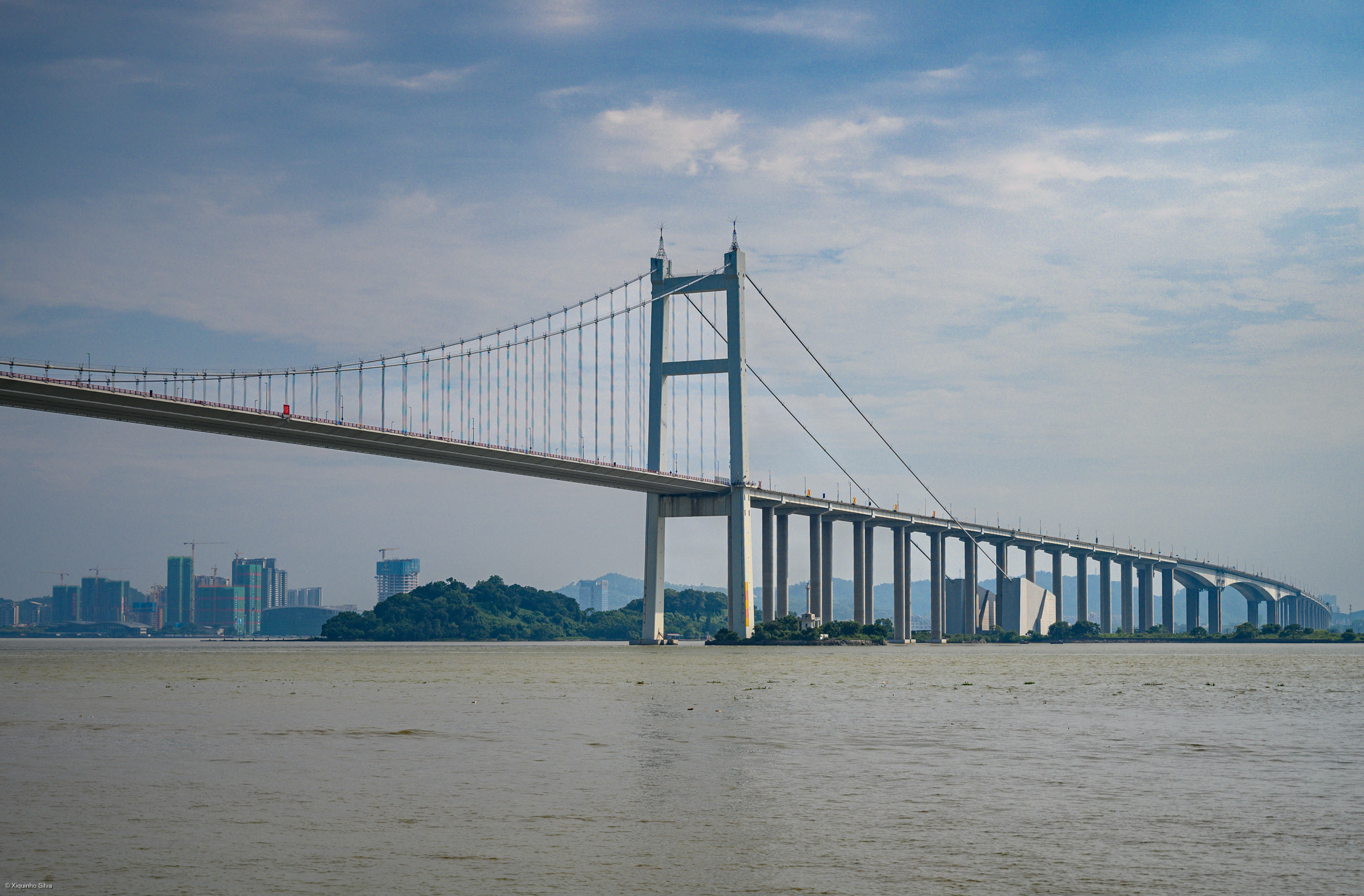
远观虎门大桥

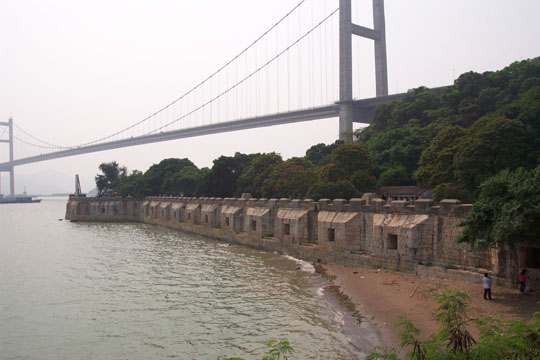
虎门大桥位于虎门威远炮台的上方

1980年代，珠江三角洲高速发展，两岸的经济联系越加频密；但当时珠江口西岸的中山、珠海、江门、澳门等城市与东岸的东莞、深圳、香港等城市之间的汽车往来仍然需要绕道广州市区，路程距离长的同时，也给当时容量不大的广州市区道路网络带来冲击。1981年6月，广东省公路建设公司与香港合和中国发展有限公司签署了合建包括虎门大桥在内的广（州）深（圳）珠（海）高速公路意向书，但由于广州至深圳的高速公路工程未能按期完工，致使广州经东莞至深圳的公路常年超负荷运行。1990年，当局决定在虎门修建汽车渡口，1991年5月6日，虎门港汽车轮渡正式通航，结束了珠江出海口两岸陆路交通需要绕道广州市区的历史。开通年车流量即达每天7000辆，大大超过每昼夜3000车次的设计运力。

### 规划建设
1992年3月1日，广东省委省政府决定把虎门大桥工程项目从广深珠高速公路的项目合作合同中分离出来，由省交通厅组织实施，采用中外合资方式进行修建。
1992年5月29日，虎门大桥举行开工奠基仪式，6月1日，广东省交通厅聘请以李国豪、曾威为首的22名桥梁专家，组成虎门大桥技术顾问委员会。10月28日，虎门大桥和广（州）珠（海）东线高速公路正式动工兴建。施工初期，施工方为赶工用推土机推毁了全国重点文物保护单位虎门炮台的几间清兵营房遗址。为此，国务院作出“要把虎门大桥建设同保护虎门炮台旧址、建设爱国主义教育基地统一起来”的指示，由虎门大桥公司以及广东省财政、地方财政共同投资近2亿元修复虎门炮台旧址，完成鸦片战争海战纪念馆的建设。
大桥历经四年多建设，于1997年2月中旬全程合龙，于5月1日上午10时试通车，6月9日正式通车，时任中国国务院副总理邹家华、全国政协副主席叶选平等出席通车仪式，当日中国邮电部发行“虎门大桥建成通车”纪念邮资片一枚以示纪念。

### 开通运营
1997年建成时通车量为日均1.84万标准车次；1999年4月18日，虎门大桥通过交通部组织的竣工验收。经过近三年运营，虎门大桥累计通车量超过2000万车次，成为广东省内最交通繁忙的高速公路桥之一。
2008年11月10日至2009年1月8日，虎门大桥进行维修，维修期间只有一条车道可供通行。
2012年1月18日，廣深沿江高速一期通車，從虎門大橋可經廣深沿江高速前往廣州和深圳。
2012年10月29日至12月23日对虎门大桥西行方向（东莞往广州方向）K37+618至K38+500路段超车道进行路面更新施工，起因为虎门大桥桥面西行方向因超限超载车辆造成路面受损。
2015年11月20日至12月20日，虎门大桥西往东单方向进行施工维修。

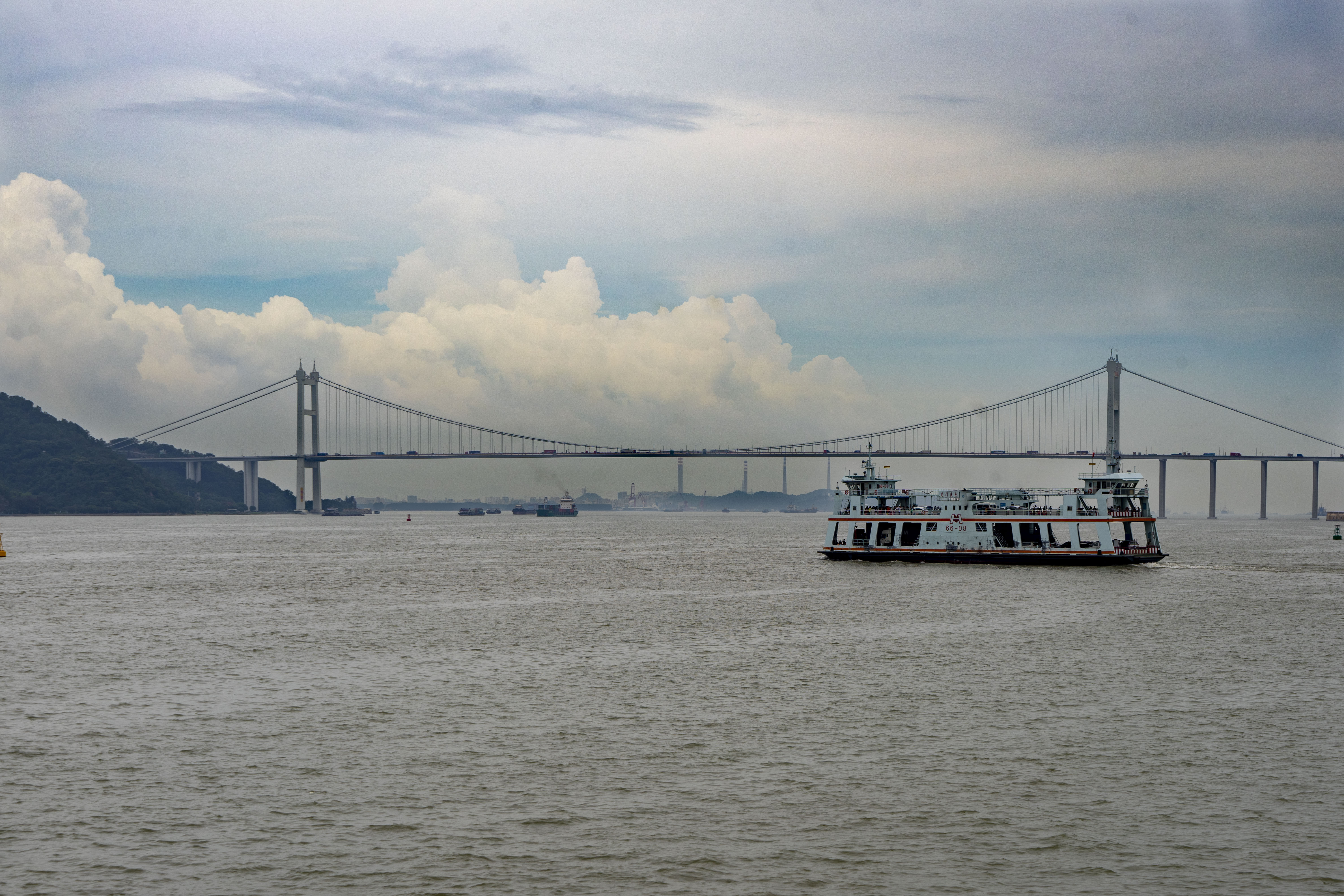
从虎门汽车轮渡上看虎门大桥

2017年12月1日起，为提升通行效率，虎门大桥实行新车速标准，全线除隧道外时速由80公里/小时提升至100公里/小时，但收效甚微，提速后首周末车龙依旧长达10公里。
2019年3月8日至4月2日，虎门大桥发生牵引钢索接口松脱病害，严重影响桥梁安全，需进行紧急检测维修，桥梁检修维护期间禁止10吨及以上货车通行虎门大桥。
2019年8月，虎门大桥公司又进行半个月的维修并发布消息称，大桥段长时间处于超负荷运营，导致悬索桥、辅航道桥东引桥、太平大桥、广济2号桥、大涌桥及深湾桥等6处桥梁段存在不同程度的病害。虎门大桥宣布部分路段临时限制货车及40座以上客车通行，建议通过南沙大橋绕行。
2020年3月，虎门大桥公司发布消息称，根据虎门大桥桥梁安全检测维修工作的需要，为确保桥梁结构安全，开始按计划对虎门大桥高速往京珠高速广珠段方向悬索桥钢箱梁进行检测、维修。同年“五一”假期期间，虎门大桥高速路段实施交通管制，全天禁止货车和40座及以上客车通行。
2020年5月5日14时许，虎门大桥出现较为明显的波浪形抖动现象，随后大桥双向车道及通航水域被封闭通行。从五一假期前开始设置的水马随后被紧急拆除，至5月6日中午近20小时内，从监控画面所见，大桥的抖动仍持续目击。6日下午，广东省委书记李希、省长马兴瑞前往虎门大桥现场视察。7日16时30分，虎门大桥通航水域恢复通航。8日，广东省地震局初步分析竖向位移最大达到44.61厘米。10日，虎门大桥悬索桥已通过结构安全评估。5月15日大桥恢复通行，但禁止货车及40座以上客车通行。
5月5日晚，虎门大桥维修办公室副总工程师张鑫敏接受央视新闻采访回应称振动现象系涡振，桥梁主体结构未受损；6日凌晨，广东省交通集团引专家组初步判断通报，主要原因在于沿桥跨边护栏连续设置水马改变了钢箱梁的气动外形，在特定风环境条件下，产生的桥梁涡振现象；针对6日早上抖动现象的二次目击，张鑫敏与桥梁专家吴明远当晚在记者答疑会上表示大桥涡振需要足够的时间平息，到中午基本消失。
张鑫敏表示虎门大桥的养护按一年一次正常运行，高于国家规定养护三年一次的标准；吴明远强调虎门大桥运行不存在安全问题，桥梁已基于各种原因对车辆有严格的限载要求，车流量超出规划8万标准车次预期同时符合荷载标准的基础上，并未威胁大桥本身的结构安全。相比此次短期、振幅有限的涡振，塔科马海峡吊桥在风力卡门涡街作用下发生致命颤振而倒塌不同。

#### 封闭大修
2024年3月24日，广东省发展改革委发布的《广东省2024年重点建设项目计划表》中提及，虎门大桥和与虎门大桥相接的高速路都将扩建到双向10-12车道，预计在2028年左右建成，而虎门大桥改扩建工程估算总投资达100亿元。4月8日，广东虎门大桥有限公司在广州公共资源交易中心官网发布《莞佛高速公路虎门大桥段改扩建工程可行性研究招标公告》。随着虎门大桥改扩建项目的推进，或也将意味着虎门大桥的收费期限将由2029年5月8日继续延长。
2025年4月，东莞市发展和改革局发布通知，计划2025年10月开始对虎门大桥所在的莞佛高速公路虎门大桥段进行大修，预计需时封闭道路施工12~15个月，预计2027年12月完工。

## 地形

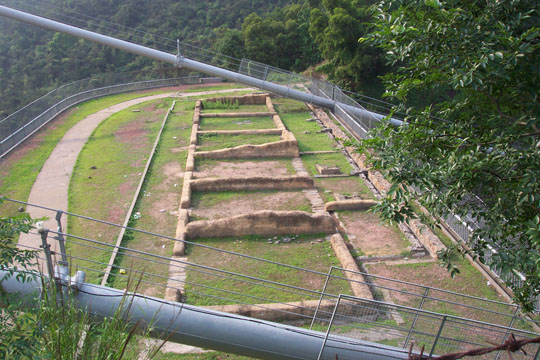
虎门大桥在江东岸穿越威远山，其上保留有清朝军营遗址，画面中两条缆索为虎门大桥东岸的主缆

虎门大桥的桥址两岸为低山丘陵地带。东岸是虎门的威远山，沿山分布有威远炮台、靖远炮台、镇远炮台等古炮台，是第一次鸦片战争的古战场之一。西岸是南沙的南北台。江中心为上横档岛和下横档岛，两岛均分布有古炮台。整个江面宽约3.5公里，从东岸的威远山到江中心上横档岛的水道称为虎门水道，最大水深21米，从江中心上横档岛到西岸的水道称为蒲州水道，最大水深19米。
财新报道深中通道建设中，广州市争议东隧西桥方案阻隔航運并提及其对虎门大桥设计通航净高60米记忆惨痛，1997年建成通车时为全国之最。彼时，多方认为，这一通航净高至少足夠50年通航應用，詎料约四年后，虎门大桥就不能再满足通航需求，载重10万吨以上的集装箱船无法通过。这大大限制了虎门大桥上游的港口资源开发。也就是在这一年，广州在虎门大桥以南选址，开建南沙港。

## 结构

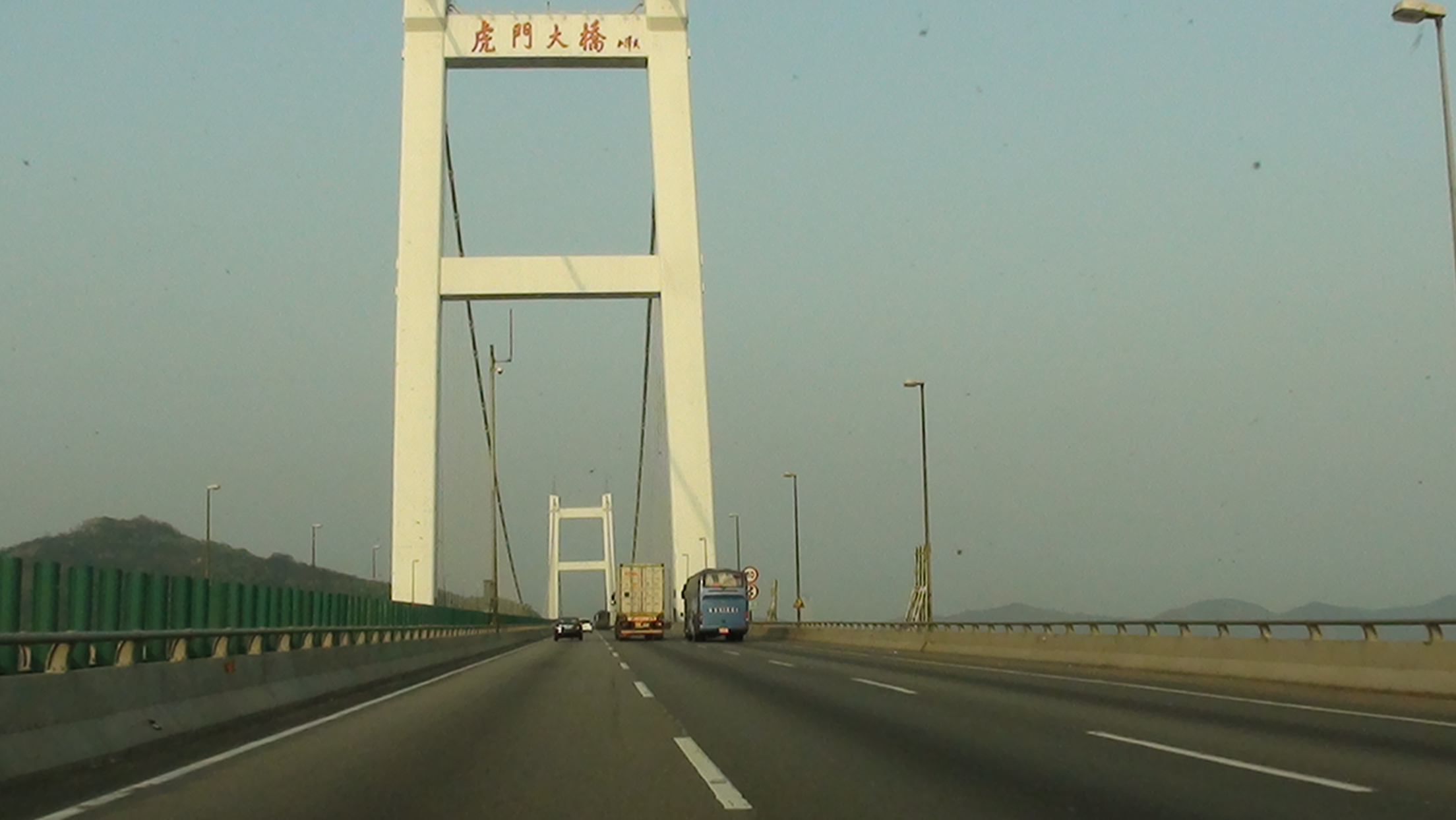
虎门大桥行车道（2011年2月26日）

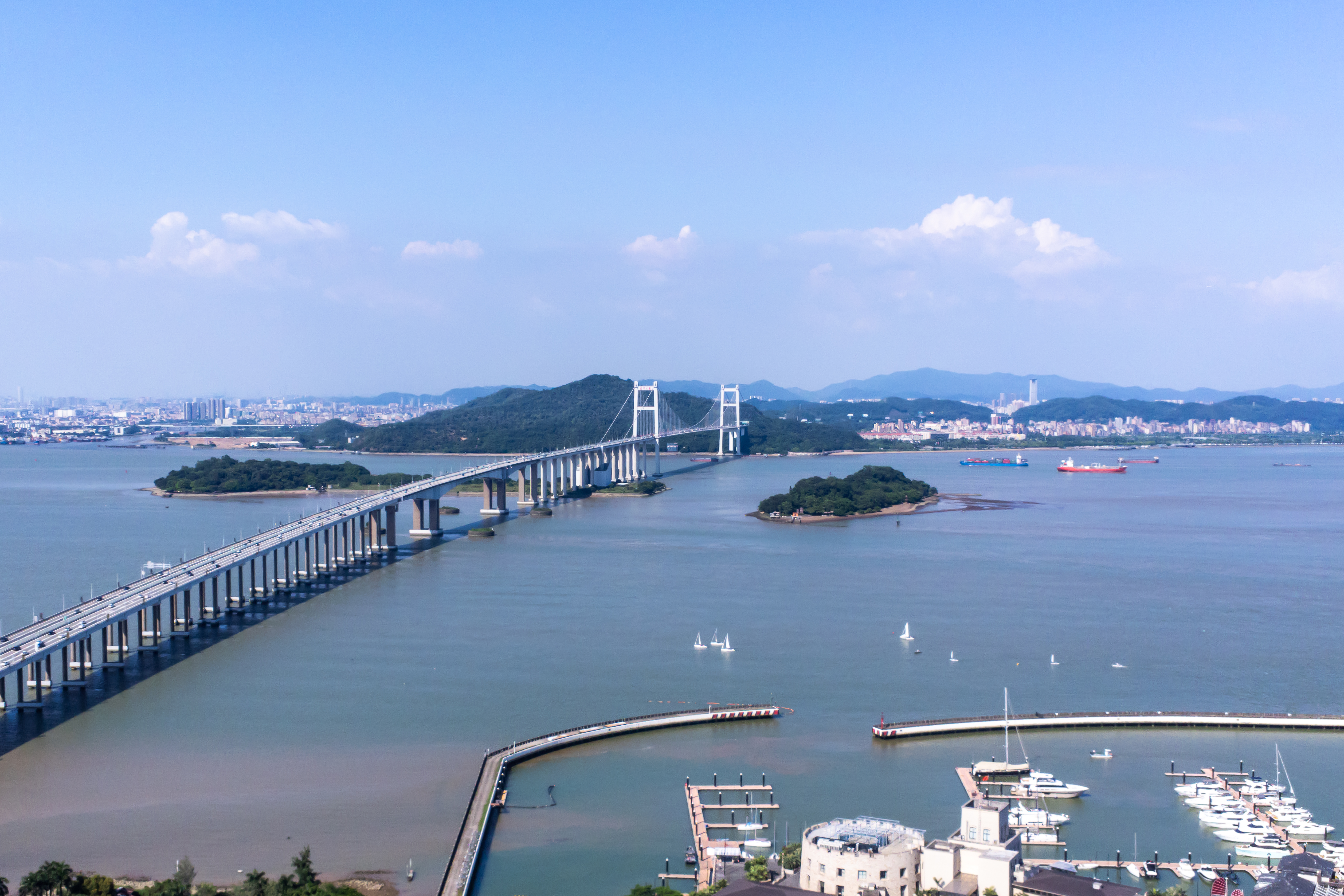
航拍虎門大橋

虎门大桥及其连接线工程全长15.76公里，由太平特大型互通立交、太平特大桥、白花山1号和2号隧道、南面山隧道、威远互通立交、大石虾高架桥、威远高架桥、虎门大桥、南沙互通立交、深湾高架桥和深湾水库桥组成。其中虎门大桥主桥长4.588公里，引道总长11.172公里。虎门大桥按高速公路的标准设计建造，桥面为双向六车道，设中央分隔带、路缘带和紧急停车带，净宽30米。设计昼夜通车量为10万辆次，车速限速为80公里/小时。
虎门大桥的主桥由主航道桥和辅航道桥组成。主航道桥为“加劲钢箱梁悬索桥”，是中国大陆首座现代悬索桥。主航道桥从东岸虎门的威远山一直到江中心的上横档岛，跨越整个虎门水道，跨度为888米，通航净高60米、宽300米，可通航10万吨级的巨轮。辅航道桥为“预应力混凝土连续刚构桥”，1997年落成时为世界跨度最大的连续刚构桥。辅航道桥从江中心的上横档岛一直到西岸南沙的南北台，跨越整个蒲州水道，中间三跨的跨度分别为150米、270米、150米，通航净高40米、宽160米。

## 互通枢纽及服务设施
| 地区                                                                                         | 里程     | 类型 | 名称 | 连接                              | 说明                            |
| -------------------------------------------------------------------------------------------- | -------- | ---- | ---- | --------------------------------- | ------------------------------- |
| 东莞市                                                                                       | 0 km     | (29) | 太平 | 广深高速公路 百达大道 麒麟西路    | 228国道由此上高速               |
| 东莞市                                                                                       | 7.40 km  | (35) | 威远 | 广深沿江高速公路 海战馆路         | 虎门海战博物馆 虎门靖远炮台遗迹 |
| 广州市 南沙区                                                                                | 14.20 km | (42) | 南沙 | 兴业路 振洋路 英东大道            | 228国道由此下高速               |
| 广州市 南沙区                                                                                |          | (45) | 坦尾 | 广珠北线高速公路 广珠东线高速公路 |                                 |
| 1.000 英里 = 1.609 千米；1.000 千米 = 0.621 英里 并行路段 • 已关闭／取消 • 限制进入 • 未开放 |          |      |      |                                   |                                 |

## 利用状况

### 效益
在虎门大橋通车初期，因珠江口只有一条跨江通道，节假日虎门大橋经常出现擠塞，随着南沙大橋和深中通道相继建成通車，大橋擠塞的情況大大改善。

### 通行费
虎门大桥建成初期，由于京珠高速公路广珠段尚未完全建成，因此在大桥西侧设置了临时主线收费站，对过往车辆收取通行费。2005年12月19日，虎门大桥主线收费站撤销，虎门大桥的收费方式由开放式转变为封闭式，使珠江口东岸的广深高速公路、虎岗高速公路、莞深高速公路与西岸的中江高速公路、江鹤高速公路、广澳高速公路、西部沿海高速公路七条高速公路实现联网收费。
虎门大桥按汽车类别收取不同的通行费，分为一类、二类、三类、四类和五类共5个收费档次。太平至威远（未跨江）桥段的收费标准分别为人民币10元、15元、20元、30元和35元；太平至南沙（跨江）分别为40元、60元、80元、120元和130元；太平至亭角（跨江）分别为40元、60元、80元、120元和140元。

## 荣誉
| 年份   | 奖项                                                                                 |
| ------ | ------------------------------------------------------------------------------------ |
| 1996年 | 广东省科学技术进步二等奖（虎门大桥液压提升跨缆吊机）                                 |
| 1997年 | 广东省科学技术进步三等奖（虎门大桥CH-150型架桥机项目、虎门大桥东锚深开挖与防护技术） |
| 1999年 | 交通部公路工程优质工程一等奖、交通部科学技术进步奖一等奖（虎门大桥建设成套技术项目） |
| 2001年 | 国家科学技术进步奖二等奖（虎门大桥建设成套技术项目）                                 |
| 2002年 | 第二届中国土木工程詹天佑奖                                                           |

## 公交交通
| 公交 \| 编号 \| 编号 \| 线路及运营时间 \| 线路及运营时间 \| 线路及运营时间 \| 收费 \| 运营商 \| 备注 \| \| ---- \| ------ \| ------------------------------- \| -------------- \| ----------------------------------------------------- \| ---- \| -------- \| ---- \| \| \| 南沙K6 \| （广州）蕉门公交总站 5:30–19:30 \| 直 ⇆ \| （东莞）富民商务中心公交站（政务服务中心） 7:00–21:00 \| 13元 \| 南沙巴士 \| \| |        |                                 |                |                                                       |      |          |      |
| 编号 | 编号   | 线路及运营时间                  | 线路及运营时间 | 线路及运营时间                                        | 收费 | 运营商   | 备注 |
| | 南沙K6 | （广州）蕉门公交总站 5:30–19:30 | 直 ⇆           | （东莞）富民商务中心公交站（政务服务中心） 7:00–21:00 | 13元 | 南沙巴士 |      |

| 编号 | 编号   | 线路及运营时间                  | 线路及运营时间 | 线路及运营时间                                        | 收费 | 运营商   | 备注 |
| ---- | ------ | ------------------------------- | -------------- | ----------------------------------------------------- | ---- | -------- | ---- |
|      | 南沙K6 | （广州）蕉门公交总站 5:30–19:30 | 直 ⇆           | （东莞）富民商务中心公交站（政务服务中心） 7:00–21:00 | 13元 | 南沙巴士 |      |